# JP・シアーズ (野球)
ジョン・パトリック・シアーズ（John Patrick Sears, 1996年2月19日 - ）は、アメリカ合衆国サウスカロライナ州サムター出身のプロ野球選手（投手）。左投右打。MLBのサンディエゴ・パドレス所属。

## 経歴

### プロ入りとマリナーズ傘下時代
2017年のMLBドラフト11巡目（全体333位）でシアトル・マリナーズから指名されプロ入り。傘下のA−級エバレット・アクアソックスでプロデビューし、シーズン途中にA級クリントン・ランバーキングスへ昇格。2チーム合計で17試合に登板して1勝2敗、防御率0.65、51奪三振の成績を記録した。

### ヤンキース時代
2017年11月18日にニック・ランブローとのトレードで、フアン・テンと共にニューヨーク・ヤンキースへ移籍した。
2018年は傘下のA級チャールストン・リバードッグスで11試合（先発10試合）に登板して1勝5敗、防御率2.67、54奪三振の成績を記録した。
2019年はA+級タンパ・ターポンズで13試合（先発6試合）に登板して4勝4敗、防御率4.07、45奪三振の成績を記録した。
2020年は新型コロナウイルスの影響でマイナーリーグの試合が開催されず、公式戦への出場はなかった。
2021年はAA級サマセット・ペイトリオッツで開幕を迎え、シーズン途中にAAA級スクラントン・ウィルクスバリ・レイルライダースへ昇格。2チーム合計で25試合（先発18試合）に登板して10勝2敗、防御率3.46、136奪三振の成績を記録した。オフにルール・ファイブ・ドラフトでの流出を防ぐために40人枠に登録された。

### アスレチックス時代
2022年8月1日にフランキー・モンタス、ルー・トリビーノとのトレードで、ケン・ウォルディチャック、ルイス・メディーナ、クーパー・ボウマンと共にオークランド・アスレチックスへ移籍した。同年は2チーム合計で17試合（先発11試合）に登板して6勝3敗、防御率3.86、51奪三振などを記録した。
2023年は32試合すべてに先発登板。5勝14敗と大きく負け越した。また、防御率4.54、キャリアハイとなる161奪三振などを記録した。
2024年も前年と同じ32試合に先発登板するも11勝13敗と2年連続で負け越した。その一方で、防御率は4.38と若干改善が見られ、奪った三振の数は137を数えた。
2025年は後述の移籍前までに22試合に先発登板して7勝9敗、防御率4.95、97奪三振などを記録していた。

### パドレス時代
2025年7月31日にレオ・デフリース、ヘンリー・バエズ、ブレイデン・ネット、エドゥアルニエル・ヌニェスとのトレードで、メイソン・ミラーと共にサンディエゴ・パドレスに移籍した。

## 詳細情報

### 年度別投手成績
| 年 度    | 球 団    | 登 板 | 先 発 | 完 投 | 完 封 | 無 四 球 | 勝 利 | 敗 戦 | セ 丨 ブ | ホ 丨 ル ド | 勝 率 | 打 者 | 投 球 回 | 被 安 打 | 被 本 塁 打 | 与 四 球 | 敬 遠 | 与 死 球 | 奪 三 振 | 暴 投 | ボ 丨 ク | 失 点 | 自 責 点 | 防 御 率 | W H I P |
| -------- | -------- | ----- | ----- | ----- | ----- | -------- | ----- | ----- | -------- | ----------- | ----- | ----- | -------- | -------- | ----------- | -------- | ----- | -------- | -------- | ----- | -------- | ----- | -------- | -------- | ------- |
| 2022     | NYY      | 7     | 2     | 0     | 0     | 0        | 3     | 0     | 0        | 0           | 1.000 | 83    | 22.0     | 14       | 5           | 5        | 0     | 1        | 15       | 0     | 0        | 5     | 5        | 2.05     | 0.86    |
| 2022     | OAK      | 10    | 9     | 0     | 0     | 0        | 3     | 3     | 0        | 0           | .500  | 205   | 48.0     | 53       | 7           | 18       | 1     | 1        | 36       | 0     | 0        | 26    | 25       | 4.69     | 1.48    |
| '22計    | OAK      | 17    | 11    | 0     | 0     | 0        | 6     | 3     | 0        | 0           | .667  | 288   | 70.0     | 67       | 8           | 23       | 1     | 2        | 51       | 0     | 0        | 31    | 30       | 3.86     | 1.29    |
| 2023     | OAK      | 32    | 32    | 0     | 0     | 0        | 5     | 14    | 0        | 0           | .263  | 735   | 172.1    | 165      | 34          | 53       | 2     | 16       | 161      | 2     | 0        | 90    | 87       | 4.54     | 1.26    |
| 2024     | OAK      | 32    | 32    | 0     | 0     | 0        | 11    | 13    | 0        | 0           | .458  | 758   | 180.2    | 172      | 28          | 49       | 0     | 14       | 137      | 0     | 1        | 93    | 88       | 4.38     | 1.22    |
| MLB：3年 | MLB：3年 | 81    | 75    | 0     | 0     | 0        | 22    | 30    | 0        | 0           | .423  | 1781  | 423.0    | 404      | 70          | 125      | 3     | 32       | 349      | 2     | 1        | 214   | 205      | 4.36     | 1.25    |

- 2024年度シーズン終了時

### 年度別守備成績
| 年 度 | 球 団 | 投手（P） | 投手（P） | 投手（P） | 投手（P） | 投手（P） | 投手（P） |
| 年 度 | 球 団 | 試 合     | 刺 殺     | 補 殺     | 失 策     | 併 殺     | 守 備 率  |
| ----- | ----- | --------- | --------- | --------- | --------- | --------- | --------- |
| 2022  | NYY   | 7         | 0         | 1         | 0         | 0         | 1.000     |
| 2022  | OAK   | 10        | 0         | 4         | 0         | 0         | 1.000     |
| '22計 | OAK   | 17        | 0         | 5         | 0         | 0         | 1.000     |
| 2023  | OAK   | 32        | 2         | 9         | 1         | 2         | .917      |
| 2024  | OAK   | 32        | 3         | 17        | 1         | 2         | .952      |
| MLB   | MLB   | 81        | 5         | 31        | 2         | 4         | .947      |

- 2024年度シーズン終了時

### 背番号
- 92（2022年 - 同年途中）
- 38（2022年途中 - 2025年7月28日）